# Міністерство розвідки Ізраїлю
Міністерство розвідки Ізраїлю (івр. משרד המודיעין) — урядова установа Ізраїлю, яка контролює політику, пов’язану з діяльністю розвідувальних організацій Ізраїлю. Хоча формально міністерство відповідає за питання розвідки, жодна з розвідувальних організацій Ізраїлю йому не підкоряється. Шабак та Моссад підпорядковані прем'єр-міністру, АМАН працює як армійська структура, а Центр політичних досліджень підпорядкований міністерству закордонних справ.